# Marcellus Coffermans
Marcellus Coffermans, ook Marcellus Koffermaker of Marcel Hemon genoemd, was een Zuid-Nederlandse schilder.

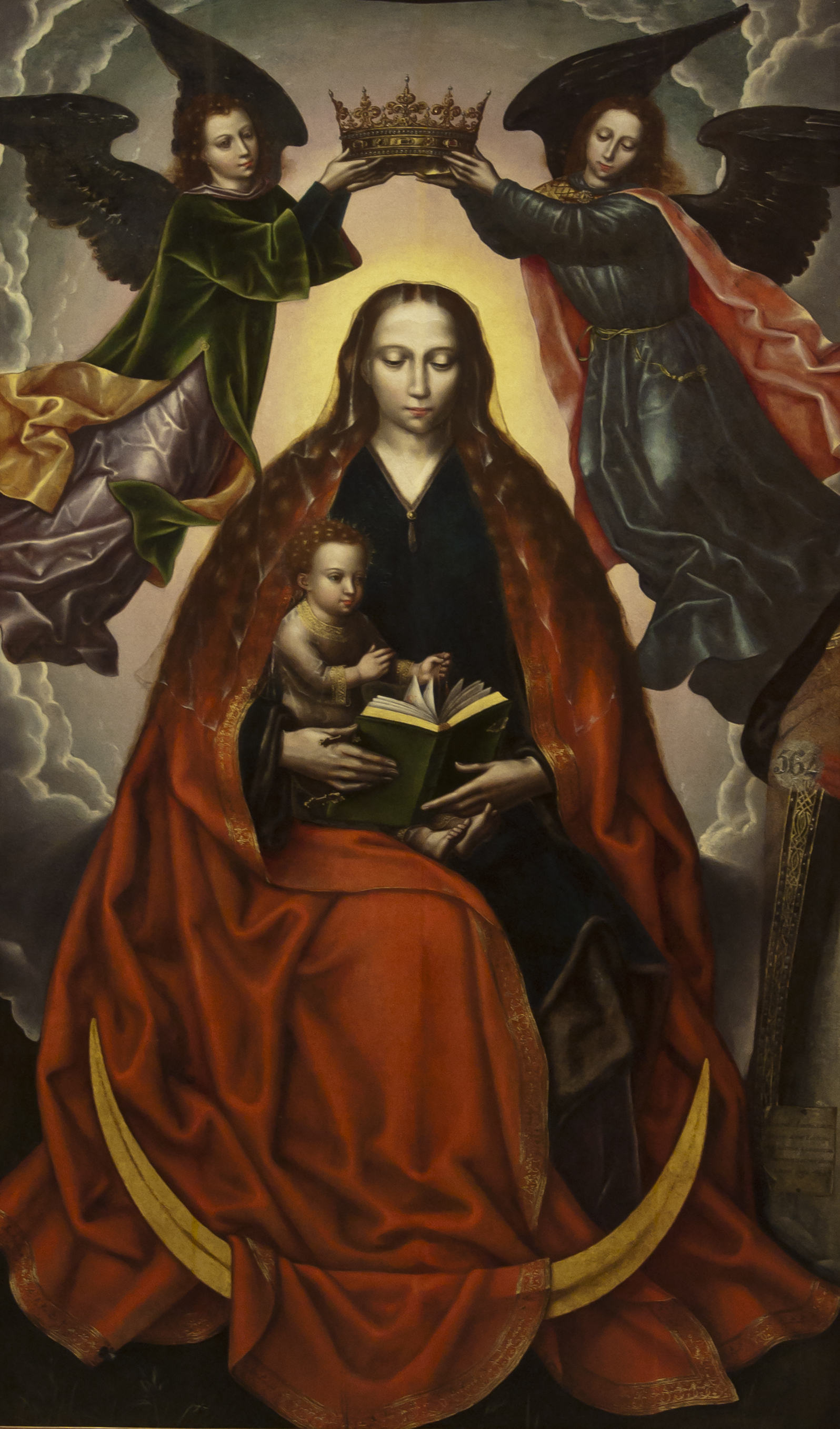
Piëta. 1560. Sevilla, Museo de Bellas Artes de Sevilla.

Hij was actief in Antwerpen van omstreeks 1549 tot 1575. Van hem zijn vooral religieuze schilderijen bekend, vaak gekopieerd naar of geïnspireerd door Vroeg Nederlandse meesters, zoals Rogier van der Weyden en Jheronimus Bosch of Ambrosius Benson en Adriaen Isenbrant. Hij was leraar van zijn dochter Isabella Coffermans.
Werk van Coffermans is onder meer te vinden in het Museo Lázano Galdiano in Madrid, het Museo de Bellas Artes de Sevilla, The Art Gallery of Ontario in Toronto en het Bass Museum of Art in Miami Beach.
- Bibliothèque nationale de France: cb146288129 (data)
- Gemeinsame Normdatei: 122701291
- International Standard Name Identifier: 0000 0000 5724 8411
- Library of Congress Control Number: nr2003020657
- Nederlandse Thesaurus van Auteursnamen: 244406235
- RKD-Nederlands Instituut voor Kunstgeschiedenis: 17527
- Système universitaire de documentation: 07521637X
- Union List of Artist Names: 500001523
- Virtual International Authority File: 79195878
- WorldCat: E39PBJfxbvDQTKTxdqPqFr4H4q